# Резерват за животиње Телон
Резерват за животиње Телон (енгл. Thelon Wildlife Sanctuary) простире се на 52.000 km2 (20.077 sq mi), што је двоструко више од површине Белгије, највеће је уточиште за дивље животиње у Канади. Налази се у арктичком региону северне Канаде, северно од линије дрвећа, простире се на Северозападним територијама и Нунавуту, на пола пута између језера Бејкер и Јелоунајфа, а граничи се на северу између реке Бејли на западу и реке Конзул на истоку Бек Ривер. То је имењак реке Телон, чија је речна долина пуна биолошких диверзитета бореалних шума, па га је „Међународни биолошки програм” (ИБП) 1960-их идентификовао као „биолошко место од универзалне важности“.
Резерват је основан 1927. године као Телон Гејм Санкшуари ради очувања популације мошусног говечета, његова првобитна величина била је 39.000 km2 (15.000 sq mi). До садашње величине је проширен 1956. године и дом је најсевернијег познатог лоса изнад линије дрвећа. Поред тога, резерват за дивље животиње је дом карибуа (крда Беверлија и Батурста), арктичког вука, арктичке лисице, ждеравца, арктичке веверице (сицсиц), гризлија и водених птица.
„Оаза Телон“ је део резервата за дивље животиње дуж долине реке Телон између Ворден Грова (ушћа Телона у реку Ханбери) и Хорнби Поинта. Иако се налази северно од арктичке линије дрвећа, ово подручје подржава густе шуме беле смрче, малине, рибизле и колумбине, заједно са високим алувијалним шикарама патуљасте врбе и јовом. Научници верују да узроци ове необичне пролиферације биљака уобичајених у субарктичким областима укључују повољно земљиште са фином текстуром и ефекат климатских оаза, више летње температуре због пада надморске висине на северу и одсуство великих језера.
Уточиште дивљих животиња је такође дом предака Акилинирмиута, Инуита из Акилиника, брдовитог подручја на обали језера Беверли (Типјалик). Иако постоји много језера у резервату за дивље животиње Телон, језеро Беверли је познато по проширењу реке Телон на њеној североисточној граници унутар резервата за дивље животиње и крају шумарака смрче.
Уточиште за дивље животиње врви од дивљачи, али је у зони забрањен лов, Инуити са језера Бејкер се брину о поштовању закона и заштити од криволова. Велику помоћ у проучавању и прикупљању информација о резервату су дали подаци које је за собом оставио британски истраживач Џон Хорнби (1880–1927).

## Видеографија
- LaRose, John. The Place Where God Began The Thelon Wildlife Sanctuary, a Northern Oasis. [Ottawa, Ont.]: Summerhill Entertainment, 2000.